# HD 108257
HD 108257 ( eller HR 4732) är en ensam stjärna i den mellersta delen av stjärnbilden Kentauren som också har Bayer-beteckningen G Centauri. Den har en skenbar magnitud av ca 4,82 och är svagt synlig för blotta ögat där ljusföroreningar ej förekommer. Baserat på parallaxmätning inom Hipparcosuppdraget på ca 7,3 mas, beräknas den befinna sig på ett avstånd på ca 450 ljusår (ca 137 parsek) från solen. Den rör sig bort från solen med en heliocentrisk radialhastighet på ca 5 km/s och ingår i gruppen Lower Centaurus Crux inom Scorpius-Centaurus-föreningen med en gemensam ålder av ca 17 miljoner år.

## Egenskaper
HD 108257 är en blå till vit stjärna i huvudserien av spektralklass B3 V(n), där suffixet (n) anger diffusa spektrallinjer på grund av stjärnans snabba rotation med en projicerad rotationshastighet av 298 km/s. 
Den har en massa som är ca 6 solmassor, en radie som är ca 3,4 solradier och har ca 483 gånger solens utstrålning av energi från dess fotosfär vid en effektiv temperatur av ca 13 700 K.
HD 108257 har ett överskott av infraröd strålning som tyder på en omgivande stoftskiva med en temperatur av 50 K på ett avstånd av 717,8 AE.